# Коротка Сторона (передмістя Буська)
Коротка Сторона - передмістя у північній частині Буська, розташоване вздовж правого берега Солотвини та її стариці, сучасна вулиця Богдана Хмельницького.

## Етимологія
Назва є композитним утворенням з прозорою етимологією, що вказує на невелику довжину центральної вулиці передмістя (900-1000 метрів) і протиставляється сусідній частині міста - Довгій Стороні. Назва фіксується на картах міста, починаючи з XIX ст.

## Історія передмістя
Територія передмістя безперервно заселена з часів неоліту. На високих корінних терасах виявлено сліди поселень лендельської (малицької) культури IV тисячоліття до н. е. та слов'яно-руського часу.
| Україна | Це незавершена стаття з географії України. Ви можете допомогти проєкту, виправивши або дописавши її. |